# John Thomas Duckworth

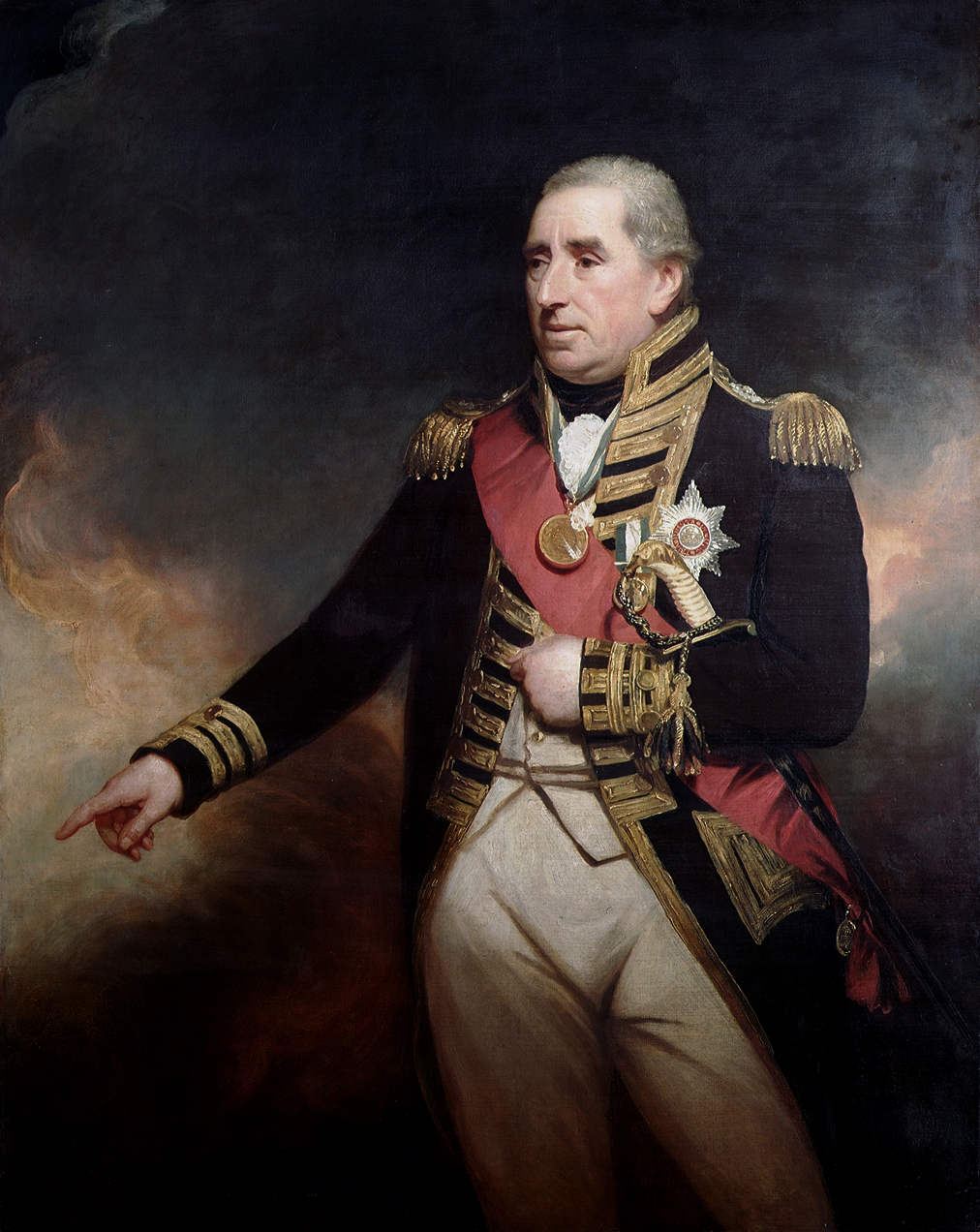
Sir John Thomas Duckworth, um 1810

Sir John Thomas Duckworth, 1. Baronet GCB (* 9. Februar 1747 oder 1748 in Leatherhead, Surrey; † 31. August 1817 in Plymouth, England) war ein britischer Marineoffizier während der Koalitionskriege nach der Französischen Revolution.

## Eintritt in die Marine
Duckworth war der Sohn von Sarah Johnson und Reverend Henry Duckworth. Er trat 1759 als Midshipman in die britische Marine ein, am 20. November 1759 nahm er an der Seeschlacht in der Bucht von Quiberon teil (→ Siebenjähriger Krieg). 1770 wurde er in Westindien an Bord der Princess Royal zum Lieutenant befördert, 1779 zum Commander und 1780 zum Post-Captain.

## Koalitionskriege
Während der Koalitionskriege diente Duckworth in europäischen Gewässern und in der Karibik. An Bord der Orion, Teil der Kanalflotte, nahm er im Mai und Juni 1794 an drei Seeschlachten teil (→ Glorious First of June). Er war einer von 18 Befehlshabern, die mit einer Goldmedaille und dem Dank beider Kammern des Parlaments geehrt wurden.

### Karibik
1796 war er als Commodore in Santo Domingo, 1798 wieder im Mittelmeer nahm er an der Einnahme von Menorca teil (1802 an Spanien zurückgegeben). Vor seiner erneuten Versetzung in die Karibik nahm er mit Horatio Nelson an einem Vorstoß nach Neapel teil.
1799 wurde er Rear-Admiral, 1800 bis 1802 Oberbefehlshaber für Barbados und die Leeward Islands. 1801 deportierte er Cuffy Wilson, einen der Führer des Karibenaufstandes, der sich den Briten ergeben hatte, sowie zahlreiche Frauen und Kinder von Fort Charlotte nach Trinidad. Am 15. Mai 1805 wurde allen Garifuna, die sich ergaben, eine Amnestie versprochen und die Kampfhandlungen bis Juni 1805 beendet. 1801 bis 1805 war er Oberbefehlshaber von Jamaika. Seinen Mannschaften gelang die Kaperung oder Zerstörung zahlreicher feindlicher Schiffe. Im März und April 1801 kämpfte er siegreich gegen Schweden und Dänemark bei St. Thomas und St. Bartholemew.
Für seine Verdienste wurde er 1801 bei einem Aufenthalt in England als Knight Companion des Order of the Bath geadelt. Im April 1804 wurde er zum Vice-Admiral befördert und erhielt auch den Rang eines Colonel der Royal Marines. Wegen einer Anklage vor dem Kriegsgericht musste er kurzzeitig ins Vereinigte Königreich zurückkehren: Ihm wurde vorgeworfen, eine Fregatte für private Handelsgeschäfte genutzt zu haben. Die Anklage wurde niedergeschlagen.
Die Seeschlacht von Santo Domingo am 6. Februar 1806 erlebte er an Bord seines Flaggschiffes HMS Superb (74 Kanonen). Seine Flotte besiegte die Franzosen unter Konteradmiral Corentin de Leissegues. Für den Rest des Krieges war die französische Position in der Karibik dadurch erschüttert.

### Mittelmeer
Wieder in England erhielt er als Auszeichnung das Sword of Honor der Stadt London und wurde stellvertretender Befehlshaber der Mittelmeerflotte. In dieser Eigenschaft leitete er 1807 die Dardanellen-Operation, einen Vorstoß nach Konstantinopel, durch den das Osmanische Reich von einer Allianz mit Frankreich abgeschreckt werden sollte. Die osmanischen Befestigungen waren unter Leitung des französischen Gesandten Horace-François Sébastiani verstärkt worden. Weil ihm keine Landungstruppen zur Verfügung standen und um den ebenfalls eingetroffenen Russen unter Admiral Senjawin nicht den Weg zur Eroberung Konstantinopels zu öffnen, verzichteten die Briten auf die Beschießung der Stadt und verließen am 13. März 1807 die Gewässer und segelten nach Ägypten. Dort nahm Duckworths Flotte an der Landung in Alexandria teil.

### Kanada
1810 erfolgte die Beförderung zum Admiral, er übernahm den Oberbefehl über die britische Flotte in Neufundland und Labrador, zugleich war er dort Gouverneur. Während des Britisch-Amerikanischen Krieges (1812–1814) organisierte er erfolgreich die Verteidigung seiner Provinz.

## Letzte Jahre
Duckworth verließ Neufundland im Oktober 1812. Noch im selben Jahr wurde er als Abgeordneter für das Borough New Romney in Kent ins britische Unterhaus gewählt und hatte dieses Mandat bis zu seinem Tod inne. Am 2. November 1813 wurde ihm der erbliche Adelstitel eines Baronet, of Topsham in the County of Devon, verliehen. Sein letzter Dienstposten war das Kommando über die Marinebasis in Plymouth. Als er 1817 starb, erbte sein Sohn John Thomas Buller Duckworth (1809–1887) seinen Baronettitel.